# シロザメ
シロザメ（白鮫、Mustelus griseus）はドチザメ科に属するサメ。地方名はノウソ、マノクリ。全長1 m。日本を含め、アジア沿岸海域で普通に見られる比較的小型の底生性のサメである。肉や鰭は食用になる。

## 分布
北西太平洋の熱帯から温帯海域（北緯11度 - 40度）に分布する。北海道以南の日本各地および朝鮮半島、中国、台湾、ベトナムにかけて、東シナ海・南シナ海沿岸の海底付近に生息する。砂泥質の海底を好む。生息水深帯は、浅海から水深2,000mを超える深海まで。

## 形態
最大全長101cm。体型は細長い流線形。体色は背側が灰色から褐色、腹側は白色である。ホシザメ M. manazo によく似ているが、シロザメには体表に小白斑が見られないことで区別できる。歯の形状は敷石状。

## 生態
主に底生性の無脊椎動物を捕食するが、とくに甲殻類を好み、とりわけカニ類を主食としている。甲殻類では他にエビ類、ヤドカリ類、シャコ類などが餌生物として含まれ、甲殻類以外ではゴカイなどの多毛類の比率が高い。
胎生。胎盤を形成し、胎仔は母親から直接栄養を供給されて育つ。妊娠期間は約10ヶ月で、雌は全長28-30cmの子どもを2-20尾産む。

## 人との関わり
延縄、刺し網、底引き網、定置網などで漁獲される。肉や鰭は食用として高値で取引される。肉は生食用や練り物原料になり、鰭はフカヒレに加工される。
人には危害を加えない。飼育にも適しており、水族館などでよく展示される。